# Zucchero Fornaciari
Zucchero [ˈdzukkero], nome artístico de Adelmo Fornaciari (Reggio Emilia, 25 de setembro de 1955), é um cantor italiano.
Em sua carreira de mais de 30 anos, Zucchero vendeu na ordem de 60 milhões de discos no mundo todo, e internacionalmente seus maiores sucessos são "Diamante", "Il Volo/My Love", "Baila (Sexy Thing)/Baila morena", e o dueto "Senza una donna (Without a Woman)" com Paul Young. Ele já foi agraciado com inúmeros prêmios, entre eles quatro Festivalbar, nove Wind Music Awards, dois World Music Awards (1993, 1996), seis discos de platina do IFPI Europe, e uma indicação ao Grammy Awards por sua interpretação de You Are So Beautiful.

## Biografia
Adelmo Fornaciari recebeu o apelido Zucchero ("açúcar") de uma de suas professoras de escola. A carreira musical começou em 1970, quando formou sua primeira banda, Le Nuove Luci. Até 1978, Zucchero ainda fundou o Sugar & Daniel e o Sugar & Candies, já fazendo sua singular mistura de rock, gospel, soul e blues.
Zucchero começou a ganhar popularidade ao participar em festivais musicais na Itália. Em 1983, lançou o seu disco de estreia, intitulado "Un Po' Di Zucchero". Em seguida, gravou outro trabalho ao lado de Randy Jackson. Mas foi nove anos depois que Zucchero começou a se tornar relativamente famoso na Europa e Estados Unidos. A sua banda era formada por músicos conhecidos: David Sancious (ex-tecladista de Bruce Springsteen), Michael Walden e Brian Auger.
Mas o sucesso mundial chegou mesmo com o segundo disco, lançado em 1992. "Blues" foi o álbum de música pop italiana mais vendido na história da Itália, atingindo a marca do milhão e meio de cópias vendidas. O disco ainda contava com as participações de Corrado Rustici, David Sancious, Clarence Clemmons e dos Memphis Horns. Ainda em 1992, Zucchero participou do histórico Freddie Mercury Tribute Concert cantando a música "Las Palabras de Amor", junto dos membros remanescentes do Queen.
A tournée que seguiu o lançamento de Blues foi um grande sucesso. Pela primeira vez, Zucchero convidou uma vocalista para cantar ao seu lado, a inglesa Lisa Hunt. O cantor Joe Cocker também participou  em alguns shows.
O quinto álbum de estúdio de Zucchero, "Oro, Incenso & Birra", foi lançado em 1993. O guitarrista Eric Clapton participou na faixa "Wonderful World". "Diamante", um dos maiores sucessos do cantor italiano, apareceu pela primeira vez neste disco. No mesmo ano, Zucchero e Clapton uniram-se numa curta tournée (apenas 12 dias) europeia. Na mesma época, o cantor gravou o single "Senza una donna" ("Without A Woman)" ao lado de Paul Young. A canção atingiu os lugares cimeiros dos tops europeus, e ficou em quarto lugar nos tops americanos.
Miserere foi o sexto disco de Zucchero, lançado mundialmente em 1994. A faixa-título é um dueto com Luciano Pavarotti, enquanto a versão em inglês da canção conta com a participação de Bono Vox (U2) nos vocais. Logo após o lançamento de Miserere, Zucchero gravou o videoclipe da faixa "L'urlo". Miserere acabou por vender um milhão e meio de cópias em todo o mundo.
Ainda em 1994, Zucchero e Pavarotti deram início a um projecto idealizado por ambos,"Pavarotti & Friends", que acabou por se tornar um dos mais importantes eventos musicais do mundo. No show, que é realizado anualmente, músicos populares e clássicos encontram-se, e a renda arrecadada é doada a instituições de caridade. Artistas como Elton John, Sheryl Crow, Eric Clapton, Michael Bolton e outros já participaram do evento desde a sua criação.
O álbum Diamante chegou em 1995, com a participação do argentino Fito Paez. Logo após o lançamento do trabalho, Zucchero saiu em tournée na América do Sul e, em seguida, participou da reedição do festival de Woodstock (o cantor foi o único músico italiano no evento).
Em 1996, Zucchero gravou "Spirito di vino", ao lado do coral da cidade de New Orleans (Estados Unidos), que vendeu dois milhões de cópias. O trabalho inédito, Blue Sugar, chegou em 1998.
Em 1999 Zucchero cantou a sua música "My love" com Scorpions em um show da banda, e em 2000, Zucchero participou do projecto da banda alemã de rock Scorpions denominado "Moment of Glory", junto com a Orquestra Filarmónica de Berlim. Zucchero participou em canções como "Send me An Angel" e "Big City Nights", grandes hits da banda.

## Discografia
Álbuns de Estúdio
- 1983 - Un po' di Zucchero
- 1985 - Zucchero & The Randy Jackson Band
- 1986 - Rispetto
- 1987 - Blue's
- 1989 - Oro Incenso & Birra
- 1992 - Miserere
- 1995 - Spirito DiVino
- 1998 - Bluesugar
- 2001 - Shake
- 2006 - Fly
- 2010 - Chocabeck
- 2012 - La Sesion Cubana
- 2016 - Black Cat
- 2019 - D.O.C.

Coletâneas
- 1996 - The Best of Zucchero Sugar Fornaciari's Greatest Hits
- 2004 - Zu & Co.
- 2007 - All the Best
- 2017 - Wanted (The Best Collection)